# 福島天満宮

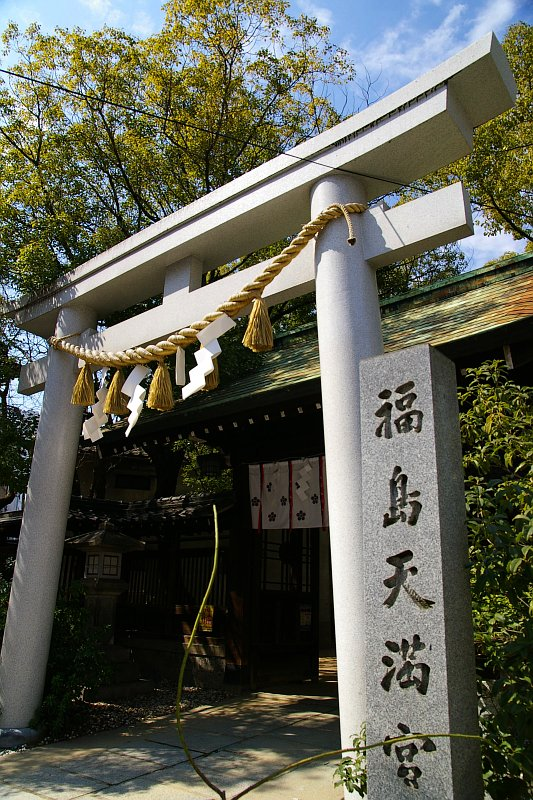
鳥居

福島天満宮（ふくしまてんまんぐう）は、大阪市福島区福島にある神社。旧社格は村社。「福島 上の天神」ともいわれる。

## 祭神
- 主祭神 - 菅原道真
- 相殿神 - 大国主命、事代主命、少彦名命

## 歴史
この地は、平安時代の昌泰4年（901年）に菅原道真が大宰府に左遷された際、道真が河内国の道明寺にいる伯母の覚寿尼を訪ねた後淀川から船で九州に向かおうとし、風待ちをしていた地である。
その時、失意の道真一行を徳次郎という者が心からのおもてなしを行った。それにとても喜んだ道真は感謝を表すものとして里人が織った布に自らの姿を描いて与えたという。現在もこの道真の自画像は当社の御神体となっている。また、道真はこの地の名を尋ねたところ、土地の者が「鹿飢島（がきじま）」または「葭原島（あしはらじま）」と答えたところ、「鹿飢」は「餓鬼」に、「葭」は「悪し」に音が通じるため良くないといい、徳次郎の徳の字の縁から、土地の名を「福島」と改め、徳次郎には「福元」という姓を名乗るようにといったという。なお、「福元」の一族は後に当社の一老・宮座となり代々継がれて明治維新に至り、今もなお存続するといわれている。
この福島にて梅の木が一本あるのを見た道真は、「行く水の中の小島の梅さかば さぞ川浪も 香に匂ふらむ」と詠むと、梅の枝に松の枝を添えて一緒に挿し植えたという。その枝は後に不思議にも一本の木となって根を下ろし、江戸時代の元禄十余年の風害に遭うまで長く葉を茂らせていたという。
そして、大宰府にて道真が延喜3年（903年）2月25日に亡くなったという訃報を風の便りに耳にした福島の地の者たちにより、延喜7年（907年）に道真の徳を慕って梅と松の2本の枝が根を下ろした場所に小さな祠を建てて道真を祀ったという。これが当社の始まりであるという。
翌延喜8年（908年）1月13日に相殿神として大国主命と事代主命を合わせ祀り、同年9月21日に盛大な神事を行ったことが以後毎年の秋祭りの始めであるという。
正暦4年（993年）10月19日に勅使散位為理卿が筑紫に赴く際、風待ちの間に当社の祭神が道真だと聞きて参拝にやってきた。そこで御酒を神前に供えたところ神霊を感じ、道真が自身の御顔を紅く染めて現れたのを見たという。このことから当社は「神酒天神」とも称されるようになったとする。
その後、福島には天満宮が新たに2社も創建され、当社は天満宮上之社とも上の天神とも呼ばれるようになった。
本殿は宝暦8年（1758年）の改築を経て、嘉永3年（1850年）に新たに再建された。
明治時代になると村社に列せられたが、1909年（明治42年）7月31日のいわゆる北の大火（天満焼け）で本殿などが焼失した。その際、御神体のみは辛うじて素盞烏尊神社（浦江八坂神社）に遷すことができたが、旧記・宝物などのほとんどは焼けてしまった。しかし、同年の秋の大祭を間近に控えていたため直ちに仮殿の建立に取り掛かり、同年10月19日に御神体を遷し奉ることができた。
本建築の本殿は1915年（大正4年）、拝殿以下は1921年（大正10年）に再建されている。
太平洋戦争中の1945年（昭和20年）年6月1日に行われた第2回大阪大空襲の際には、境内に焼夷弾が11発も落ちてきたが全弾不発で当社に被害は無かった。しかし、道路を隔てた一帯の民家を始めとして氏子地の被災は甚大であった。
当社はそれまで天満宮上之社とも上の天神とも呼ばれていたが、空襲で焼失してしまった天満宮中之社（中の天神）を戦後に合祀して名称を福島天満宮と改めている。また、堂島大橋北詰・大阪病院正門の南側にあった中の天神の跡地は、当社の行宮として飛地境内とされ天神社が建てられている。　
1967年（昭和42年）にはなにわ筋の拡幅に伴い、旧浄正橋筋に面する約120坪を失って境内が狭くなった。そのため、社殿やその他の配置などが現在のように変更された。
1995年（平成7年）1月17日の阪神・淡路大震災では、境内の燈籠は全部崩壊し、建物にも柱・桁の緩みや一部折損、白壁の剥落などの被害が出ている。また、石の大鳥居は西側の柱が根元から折損、東の柱も危険であったので直ちに解体、撤去を行ったが、同年の12月には一篤志家による寄進があり、新しい素材の大鳥居が以前と遜色ないほどに復興された。
寳來扶佐子宮司は日本会議大阪市支部長を務めている。

## 境内
- 本殿 - 1915年（大正4年）再建。
- 幣殿
- 拝殿 - 1921年（大正10年）再建。
- 社務所
- 大手門

### 摂末社
- 吉高稲荷神社 - 祭神：宇賀御魂大神。摂社。
- 野見宿祢神社 - 祭神：野見宿禰。菅原家の祖神。
- 勇（いさむ）神社 - 祭神：久々能貴命
- 住吉神社 - 祭神：住吉四柱大神（上筒之男命・中筒之男命・底筒之男命、神功皇后）
- 安廣神社 - 祭神：祓戸大神
- 事平神社 - 祭神：大物主命
- 林神社 - 祭神：林伊織命。もと中の天神の末社。戯曲「敵討天下茶屋聚（かたきうちてんがちゃやむら）」で名高い林伊織を祀る。

## 祭事
- 春祭（祈年祭） - 4月25日
- 夏祭（天神祭） - 7月24日・25日
- 例大祭（秋祭） - 10日21日
- 新嘗祭  - 11月23日

## 福島三天神
- 上の天神 - 当社。
- 中の天神 - 旧社地：福島区福島4丁目1（下福島公園横）。

第二次世界大戦の空襲で消失したため、当社に合祀された。
- 下の天神 - 福島区玉川1丁目4-5。現在は当社の行宮。天神社がある。菅原道真と少彦名命を祀っている。

## 前後の札所
菅公聖蹟二十五拝
11 露天神社　-　12 福島天満宮　-　13 長洲天満宮

## 所在地
- 大阪府大阪市福島区福島2丁目8-1

## アクセス
- JR東西線 新福島駅より徒歩約2分。
- 阪神本線 福島駅より徒歩約2分。
- JR大阪環状線 福島駅より徒歩約5分。
- 京阪中之島線 中之島駅より徒歩約5分。
- 大阪シティバス 55系統・56系統・76系統 浄正橋バス停 徒歩約1分。